# Mosquée Soubhan Allah

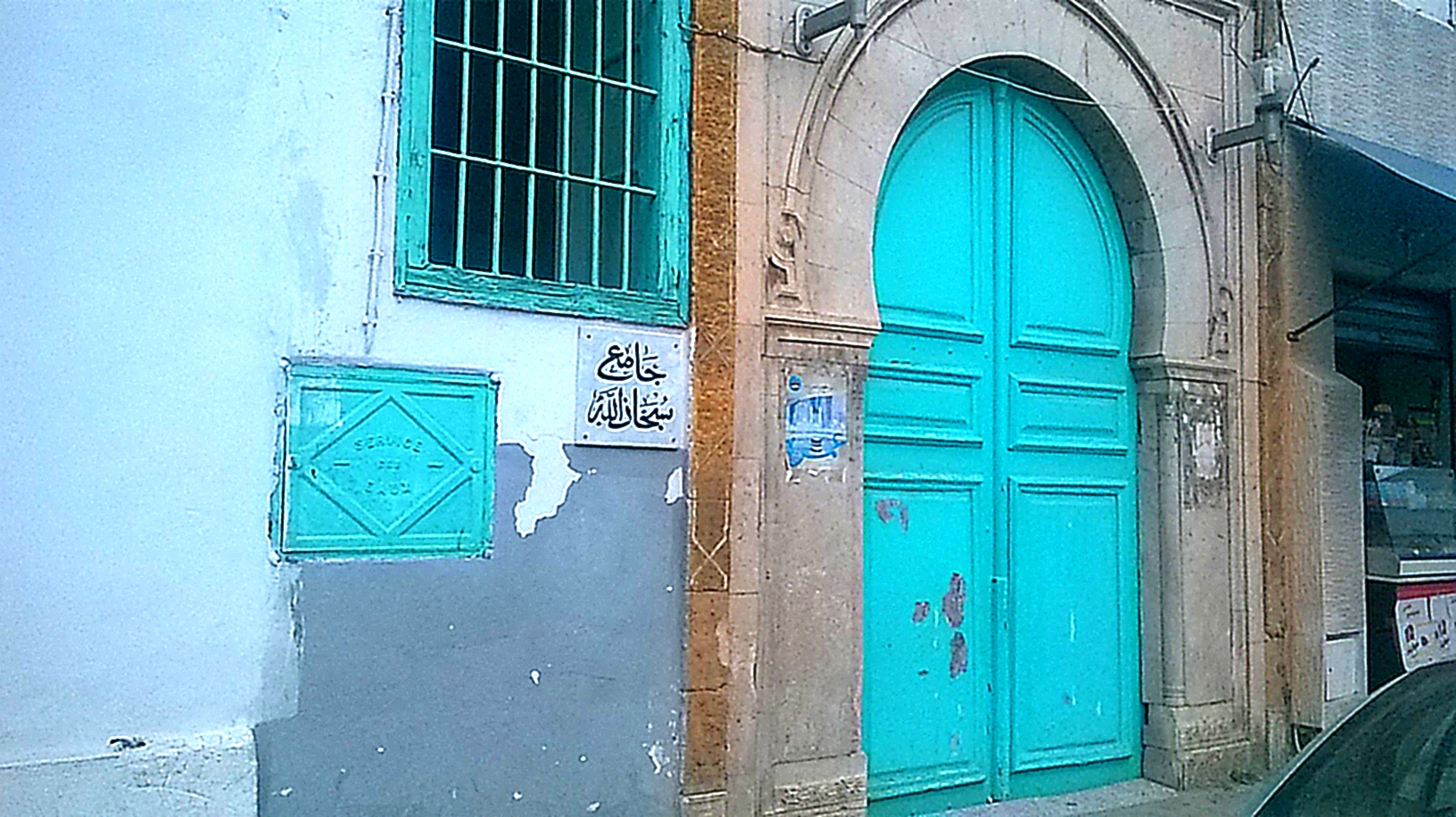
Façade de la mosquée Soubhan Allah

La mosquée Soubhan Allah (arabe : جامع سبحان الله) est une mosquée tunisienne située dans le quartier de Bab Souika, le faubourg nord de la médina de Tunis.

## Localisation
Elle se trouve au numéro 9 de la rue Ali-Belhouane.

## Description
Elle est construite, avec une médersa dite de Sidi Ajmi, par la communauté andalouse après son arrivée à Tunis ; la date se situerait entre 1016 et 1034 de l'hégire.

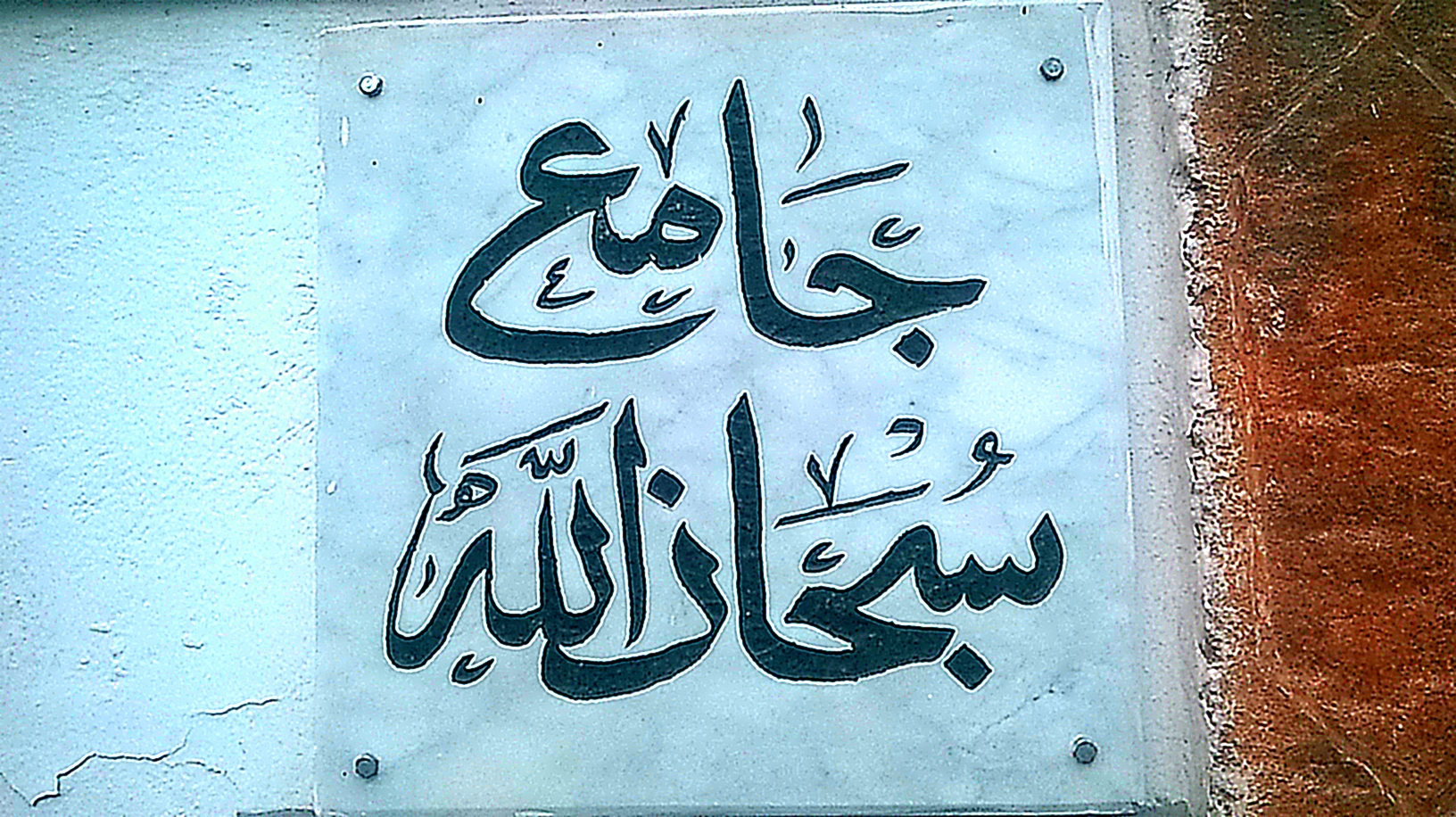
Plaque en marbre montrant le nom de la mosquée
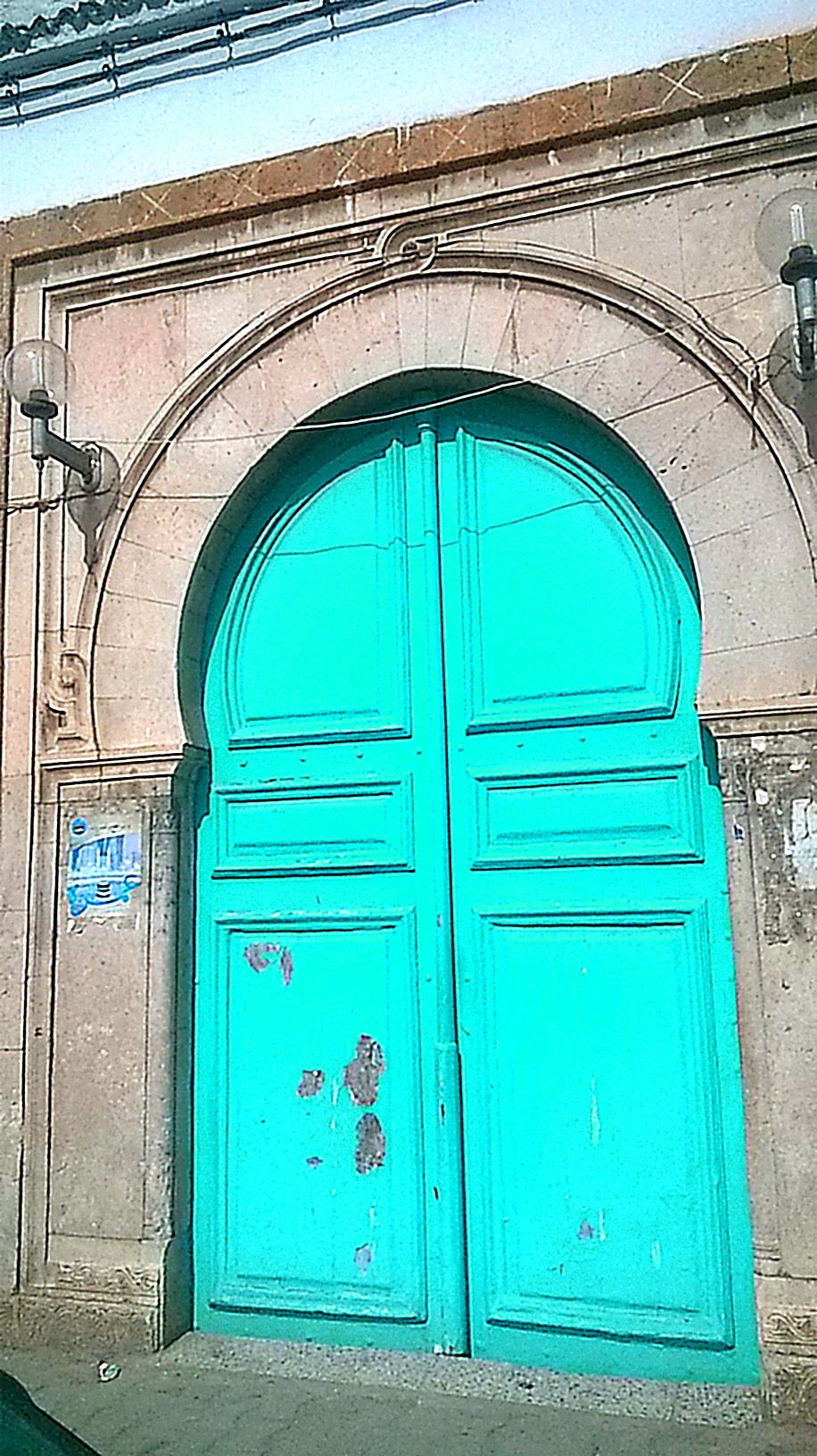
Porte d'entrée de la mosquée
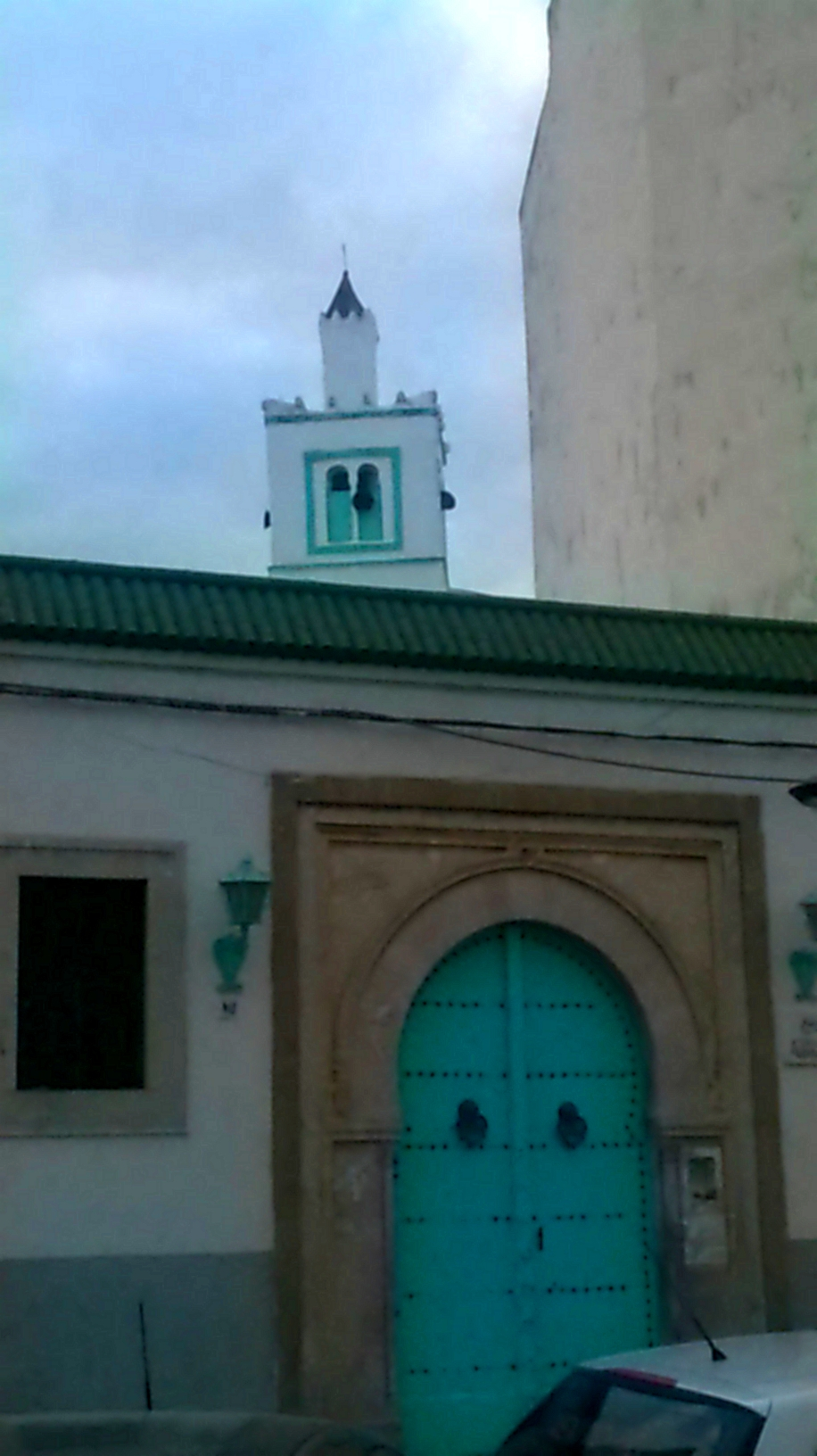
Minaret de la mosquée